# Suocheng (köpinghuvudort i Kina, Hunan Sheng, lat 25,27, long 112,14)
Suocheng (kinesiska: 所城) är en köpinghuvudort i Kina. Den ligger i provinsen Hunan, i den södra delen av landet, omkring 340 kilometer söder om provinshuvudstaden Changsha. Antalet invånare är 22 592. Befolkningen består av 10 811 kvinnor och 11 781 män. Barn under 15 år utgör 22,0 %, vuxna 15-64 år 68 %, och äldre över 65 år 8,0 %.
Runt Suocheng är det ganska tätbefolkat, med 172 invånare per kvadratkilometer. Suocheng är det största samhället i trakten. I omgivningarna runt Suocheng växer i huvudsak blandskog.
Genomsnittlig årsnederbörd är 2 083 millimeter. Den regnigaste månaden är maj, med i genomsnitt 335 mm nederbörd, och den torraste är oktober, med 43 mm nederbörd.